# Želnavská hornatina
Želnavská hornatina je geomorfologický podcelek v severovýchodní části Šumavy. Rozprostírá se na ploše 179 km² a má průměrnou nadmořskou výšku 921 m. Na západě a na jihu sousedí s Vltavickou brázdou, na severu s Prachatickou hornatinou a na východě s Českokrumlovskou vrchovinou. Hornatina je plochá. Jedná se o homogenní vrásno-zlomový horský masív, se zbytky zarovnaného povrchu ve vrcholových partiích a s příkrými okrajovými svahy (na východě zlomový svah). Vyskytují se zde četné skalní útvary periglaciálního zvětrávání a odnosu žul.

## Geologická stavba
Želnavská hornatina je v severní části tvořena granulity moldanubika. V jižní části se nacházejí porfyrovité žuly moldanubického plutonu.

## Nejvyšší vrcholy
Celkem je v tomto geomorfologickém podcelku 28 tisícovek.
| - Knížecí stolec (1236 m) - Lysá (1229 m) - Špičák (1223 m) - Chlum (1191 m) - Nad Hospodárnicí (1182 m) - Hvězdáře (1160 m) - Hvězda (1146 m) - Vlčí kámen (1136 m) | - Skalky (1125 m) - Kapradinec (1099 m) - Dlouhý hřbet (1089 m) - Suchá hora (1088 m) - Křemenná (1085 m) - Nad Vískou (1053 m) - Doupná hora (1052 m) - Větrný (1051 m) | - Zlatovec (1042 m) - Kamenitý vrch (1039 m) - Černá stěna (1018 m) - Na skále (1011 m) - Skalky (1008 m) - Černý les (1007 m) - Nad myslivnou (1006 m) |

V různých mapách bývají k vrcholům uvedeny pouze geodetické body, ty však nemusí být na skutečně nejvyšším místě vrcholu. Např. tak může být Lysá považována mylně za vyšší než Knížecí stolec.

## Geomorfologické okrsky
Hornatina se člení na dva geomorfologické okrsky:
- Knížecí hornatina
- Křišťanovská vrchovina

Podrobné geomorfologické členění uvádí následující tabulka:
| Geomorfologické členění Šumavy                                                       | Geomorfologické členění Šumavy | Geomorfologické členění Šumavy                                                                                     |
| ------------------------------------------------------------------------------------ | ------------------------------ | --- |
| ČESKÁ VYSOČINA • Šumavská subprovincie • Šumavská hornatina                          |                                | |
| ŠUMAVSKÉ PLÁNĚ                                                                       | Kochánovské pláně              | Javorensko-vysocký hřbet (Javorná, 1090 m) Zhůřské pláně (Nad Šmauzy, 1068 m)                                      |
| ŠUMAVSKÉ PLÁNĚ                                                                       | Kvildské pláně                 | Prášilské pláně (Poledník, 1315 m) Modravské pláně (Tetřev, 1260 m) Roklanské pláně (Blatný vrch, 1376 m)          |
| ŠUMAVSKÉ PLÁNĚ                                                                       | Javornická hornatina           | nečlení se (Javorník, 1067 m)                                                                                      |
| ŠUMAVSKÉ PLÁNĚ                                                                       | Svojšská hornatina             | nečlení se (Huťská hora, 1188 m)                                                                                   |
| ŠUMAVSKÉ PLÁNĚ                                                                       | Knížecí pláně                  | Lipecké pláně (Výška, 1118 m) Novosvětské pláně (Obrovec, 1164 m) Stráženské pláně (Žlíbský vrch, 1133 m)          |
| ŽELEZNORUDSKÁ HORNATINA                                                              | Debrnická hornatina            | nečlení se (Plesná, 1338 m)                                                                                        |
| ŽELEZNORUDSKÁ HORNATINA                                                              | Královský hvozd                | nečlení se (Jezerní hora, 1344 m)                                                                                  |
| ŽELEZNORUDSKÁ HORNATINA                                                              | Pancířský hřbet                | Můstecký hřbet (Můstek 1235 m) Prenetský hřbet (Prenet, 1071 m) Hojsovostrážská hornatina (Můstek Z I, 1006 m)     |
| TROJMEZENSKÁ HORNATINA                                                               | Stožecká hornatina             | Radvanovická vrchovina (Žlebský kopec, 1080 m) Stráženská kotlina (850 m) Stožecká kotlina (850 m)                 |
| TROJMEZENSKÁ HORNATINA                                                               | Plešská hornatina              | Plešský hřbet (Plechý, 1378 m) Jelenská vrchovina (Jelenská hora, 1069 m)                                          |
| TROJMEZENSKÁ HORNATINA                                                               | Novopecká kotlina              | nečlení se (Šešovec, 899 m)                                                                                        |
| TROJMEZENSKÁ HORNATINA                                                               | Vítkovokamenská hornatina      | Výtoňská hornatina (Vítkův kámen, 1035 m) Pasečenská kotlina (830 m) Hraničenská vrchovina (Mezileský vrch, 884 m) |
| TROJMEZENSKÁ HORNATINA                                                               | Lučská hornatina               | Lipenská vrchovina (Kaliště, 993 m) Loučovická hornatina (Hvězdná, 1012 m)                                         |
| BOUBÍNSKÁ HORNATINA                                                                  | Boubínský hřbet                | nečlení se (Boubín, 1362 m)                                                                                        |
| BOUBÍNSKÁ HORNATINA                                                                  | Včelenská hornatina            | nečlení se (Kupa, 1044 m)                                                                                          |
| ŽELNAVSKÁ HORNATINA                                                                  | Knížecí hornatina              | Chlumská hornatina (Knížecí stolec, 1236 m) Špičácká část (Špičák, 1223 m)                                         |
| ŽELNAVSKÁ HORNATINA                                                                  | Křišťanovská vrchovina         | Skalinská hornatina (1040 m) Arnoštovká pahorkatina (920 m)                                                        |
| VLTAVICKÁ BRÁZDA                                                                     | Hornovltavická brázda          | nečlení se (846 m)                                                                                                 |
| VLTAVICKÁ BRÁZDA                                                                     | Dolnovltavická brázda          | nečlení se (790 m)                                                                                                 |
| PROVINCIE • Subprovincie • Oblast / Celek / PODCELEK • Okrsek • Podokrsek • (vrchol) |                                | |

## Vodstvo
V Želnavské hornatině pramení Blanice a Olšina. Celé území tak patří do povodí Vltavy.